# 博·韦斯特高
博·韦斯特高（丹麥語：Bo Vestergaard，1965年11月27日—），丹麦男子赛艇运动员。他曾代表丹麦参加世界赛艇锦标赛，获得二枚金牌、四枚银牌和一枚铜牌，均来自男子轻量级八人单桨有舵手项目。